# Voilemont
Voilemont est une commune française, située dans le département de la Marne en région Grand Est.

## Géographie
| Gizaucourt           | Valmy      | Dommartin-Dampierre |
|                      | Voilemont  | Élise-Daucourt      |
| La Chapelle-Felcourt | Rapsécourt |                     |

La commune est située sur les bords de la Yèvre. Valmy est à 7 km.

### Hydrographie
La commune est dans la région hydrographique « la Seine du confluent de l'Oise (inclus) à l'embouchure » au sein du bassin Seine-Normandie. Elle est drainée par l'Auve, l'Yevre et divers autres petits cours d'eau,.
L'Auve, d'une longueur de 20 km, prend sa source dans la commune de Auve et se jette  dans l'Aisne à Sainte-Menehould, après avoir traversé huit communes. 
L'Yèvre, d'une longueur de 17 km, prend sa source dans la commune de Somme-Yèvre et se jette  dans divers bras de l'Auve à Dommartin-Dampierre, après avoir traversé six communes. 

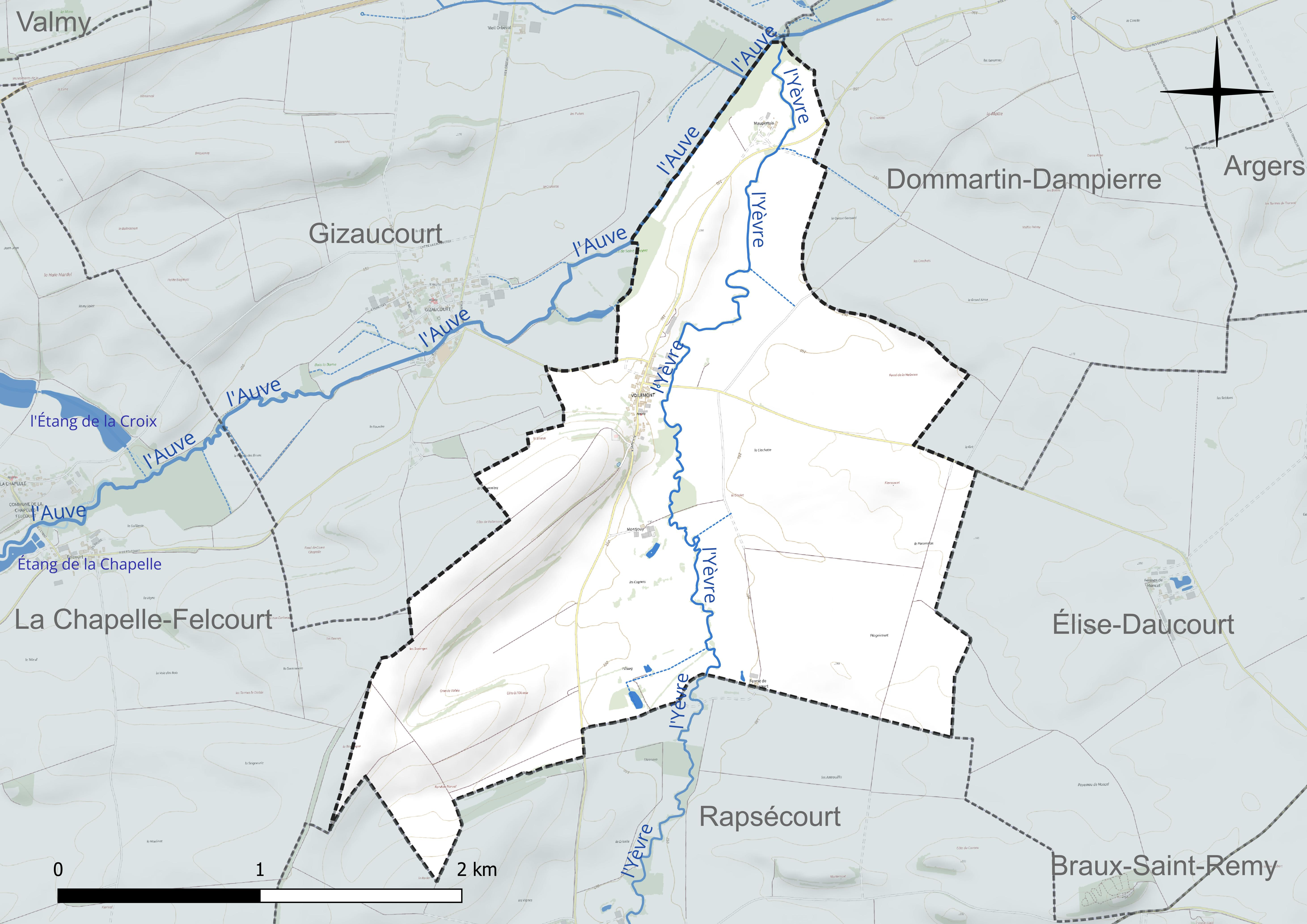
Réseau hydrographique de Voilemont.

### Climat
Pour des articles plus généraux, voir Climat du Grand Est et Climat de la Marne.
En 2010, le climat de la commune est de type climat des marges montargnardes, selon une étude du Centre national de la recherche scientifique s'appuyant sur une série de données couvrant la période 1971-2000. En 2020, Météo-France publie une typologie des climats de la France métropolitaine dans laquelle la commune est exposée à un climat océanique altéré et est dans la région climatique  Nord-est du bassin Parisien, caractérisée par un ensoleillement médiocre, une pluviométrie moyenne régulièrement répartie au cours de l’année et un hiver froid (3 °C). 
Pour la période 1971-2000, la température annuelle moyenne est de 10,1 °C, avec une amplitude thermique annuelle de 16,1 °C. Le cumul annuel moyen de précipitations est de 840 mm, avec 12,8 jours de précipitations en janvier et 8,9 jours en juillet. Pour la période 1991-2020, la température moyenne annuelle observée sur la station météorologique de Météo-France la plus proche, « Argers », sur la commune d'Argers à 5 km à vol d'oiseau, est de 10,9 °C et le cumul annuel moyen de précipitations est de 739,4 mm. 
La température maximale relevée sur cette station est de 41,1 °C, atteinte le 25 juillet 2019 ; la température minimale est de −17,5 °C, atteinte le 20 décembre 2009,,. 
Les paramètres climatiques de la commune ont été estimés pour le milieu du siècle (2041-2070) selon différents scénarios d'émission de gaz à effet de serre à partir des nouvelles projections climatiques de référence DRIAS-2020. Ils sont consultables sur un site dédié publié par Météo-France en novembre 2022.

## Urbanisme

### Typologie
Au 1er janvier 2024, Voilemont est catégorisée commune rurale à habitat dispersé, selon la nouvelle grille communale de densité à sept niveaux définie par l'Insee en 2022.
Elle est située hors unité urbaine. Par ailleurs la commune fait partie de l'aire d'attraction de Sainte-Menehould, dont elle est une commune de la couronne,. Cette aire, qui regroupe 50 communes, est catégorisée dans les aires de moins de 50 000 habitants,.

### Occupation des sols
L'occupation des sols de la commune, telle qu'elle ressort de la base de données européenne d’occupation biophysique des sols Corine Land Cover (CLC), est marquée par l'importance des territoires agricoles (99,8 % en 2018), une proportion identique à celle de 1990 (99,8 %). La répartition détaillée en 2018 est la suivante : 
terres arables (83,7 %), zones agricoles hétérogènes (14,7 %), prairies (1,4 %), forêts (0,2 %). L'évolution de l’occupation des sols de la commune et de ses infrastructures peut être observée sur les différentes représentations cartographiques du territoire : la carte de Cassini (XVIIIe siècle), la carte d'état-major (1820-1866) et les cartes ou photos aériennes de l'IGN pour la période actuelle (1950 à aujourd'hui).

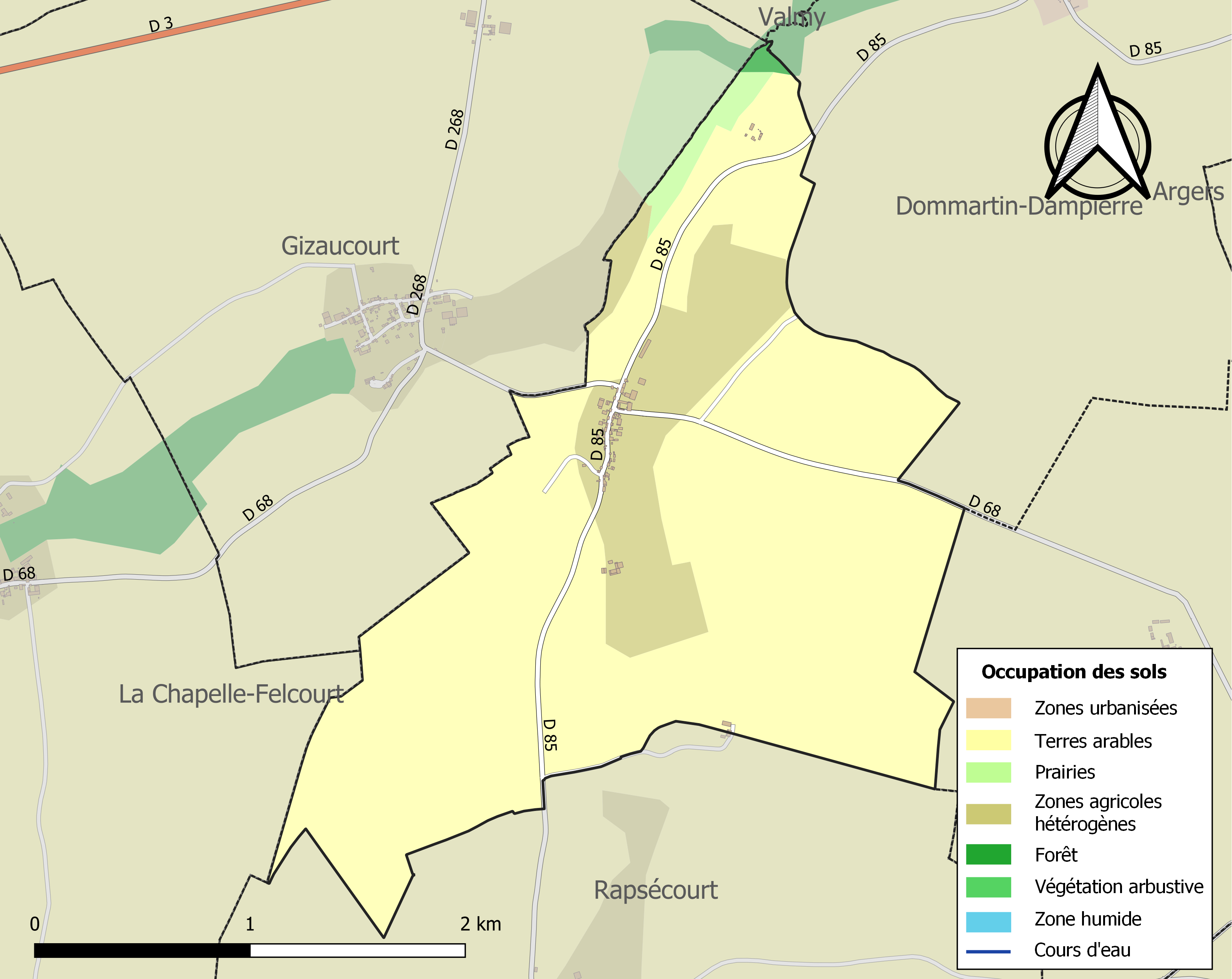
Carte des infrastructures et de l'occupation des sols de la commune en 2018 (CLC).

## Toponymie
Le nom de la localité est attesté sous les formes Wallimont (1140) ; Wallimons (1140) ; Walemons (1147) ; Waillemont (1147) ; Wallemunt (1154-1161) ; Vuailemont (1170) ; Vualemunt (1209) ; Vuaillemont (1228) ; Wailemont, Weilemont (vers 1252) ; Vuaylemont (1259) ; Willemont, Walemont (vers 1274) ; Vuallemont (1293) ; Wallemons (XIIIe siècle) ; Vaillemont (1370) ; Vallemont (1405) ; Voillemont (1425) ; Valemont (1456) ; Vualmont (1529) ; Vuoillemont (1530) ; Valmons (1542) ; Valmont (1565) ; Vallesmont (1602) ; Voilemont (1624) ; Vorlaymont (1651) ; Voilmont (1733) ; Voislemont (1762) ; Voilmont (XVIIIe siècle).

## Histoire
Le nom de Voilemont est cité en 1281. On peut voir dans le pays, les traces de retranchements élevés par l'armée française en 1792, au moment de la bataille de Valmy.

## Politique et administration
Par décret du 29 mars 2017, l'arrondissement de Sainte-Menehould est supprimée et la commune est intégrée le 31 mars 2017 à l'arrondissement de Châlons-en-Champagne.

### Intercommunalité
La commune, qui n'était membre d'aucune intercommunalité, a rejoint à sa création, le 1er janvier 2014,  la communauté de communes de l'Argonne Champenoise.

### Liste des maires
| Période                                  | Période                      | Identité           | Étiquette | Qualité                         |
| ---------------------------------------- | ---------------------------- | ------------------ | --------- | ------------------------------- |
| Les données manquantes sont à compléter. |                              |                    |           |                                 |
| mars 2001                                | En cours (au 4 juillet 2014) | Jean-Claude Nassoy |           | Réélu pour le mandat 2014-2020, |

## Démographie
L'évolution du nombre d'habitants est connue à travers les recensements de la population effectués dans la commune depuis 1793. Pour les communes de moins de 10 000 habitants, une enquête de recensement portant sur toute la population est réalisée tous les cinq ans, les populations de référence des années intermédiaires étant quant à elles estimées par interpolation ou extrapolation. Pour la commune, le premier recensement exhaustif entrant dans le cadre du nouveau dispositif a été réalisé en 2005.

En 2022, la commune comptait 47 habitants, en évolution de +9,3 % par rapport à 2016 (Marne : −1,19 %, France hors Mayotte : +2,11 %).
| 1793 | 1800 | 1806 | 1821 | 1831 | 1836 | 1841 | 1846 | 1851 |
| ---- | ---- | ---- | ---- | ---- | ---- | ---- | ---- | ---- |
| 170  | 167  | 173  | 179  | 203  | 203  | 184  | 187  | 170  |

| 1856 | 1861 | 1866 | 1872 | 1876 | 1881 | 1886 | 1891 | 1896 |
| ---- | ---- | ---- | ---- | ---- | ---- | ---- | ---- | ---- |
| 169  | 160  | 151  | 150  | 149  | 144  | 156  | 150  | 149  |

| 1901 | 1906 | 1911 | 1921 | 1926 | 1931 | 1936 | 1946 | 1954 |
| ---- | ---- | ---- | ---- | ---- | ---- | ---- | ---- | ---- |
| 155  | 138  | 135  | 115  | 131  | 105  | 108  | 99   | 78   |

| 1962 | 1968 | 1975 | 1982 | 1990 | 1999 | 2005 | 2006 | 2010 |
| ---- | ---- | ---- | ---- | ---- | ---- | ---- | ---- | ---- |
| 66   | 68   | 54   | 46   | 36   | 44   | 47   | 46   | 47   |

| 2015 | 2020 | 2022 | - | - | - | - | - | - |
| ---- | ---- | ---- | - | - | - | - | - | - |
| 43   | 47   | 47   | - | - | - | - | - | - |

## Lieux et monuments

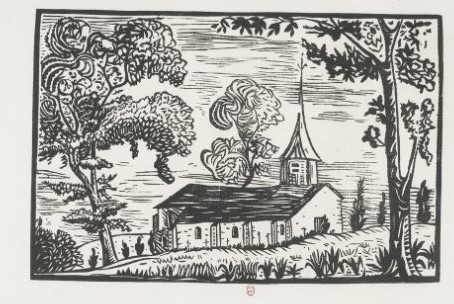
Église de Voilemont, par Gaspard Maillol, dessinée durant la guerre de 1914-1918, et gravée en 1926.

L'église, placée en haut du coteau, renferme un caveau qui servait de sépulture aux seigneurs du lieu.